# Байтково
Байтково (пол. Bajtkowo, нім. Baitkowen) — село в Польщі, у гміні Елк Елцького повіту Вармінсько-Мазурського воєводства.
Населення — 115 осіб (2011).

## Демографія
Демографічна структура станом на 31 березня 2011 року:
|          | Загалом | Допрацездатний вік | Працездатний вік | Постпрацездатний вік |
| -------- | ------- | ------------------ | ---------------- | -------------------- |
| Чоловіки | 55      | 14                 | 37               | 4                    |
| Жінки    | 60      | 15                 | 34               | 11                   |
| Разом    | 115     | 29                 | 71               | 15                   |